# Championnats d'Afrique d'escrime 2010
Navigation
Édition précédente Édition suivante
Les championnats d'Afrique d'escrime 2010, 10e édition des championnats d'Afrique d'escrime, ont lieu du 25 au 30 septembre 2010 à Tunis, en Tunisie.
La compétition comprend douze titres et se déroule sur six jours au rythme de deux tournois complets par jour : l'un féminin, l'autre masculin. Les deux finales se suivent, la finale de l'épreuve féminine et la finale de l'épreuve masculine.

## Tableau des médailles
| Rang  | Nation         | Or | Argent | Bronze | Total |
| ----- | -------------- | -- | ------ | ------ | ----- |
| 1     | Tunisie        | 7  | 5      | 6      | 18    |
| 2     | Égypte         | 4  | 4      | 6      | 14    |
| 3     | Sénégal        | 1  | 1      | 3      | 5     |
| 4     | Afrique du Sud | 0  | 2      | 1      | 3     |
| 5     | Maroc          | 0  | 0      | 1      | 1     |
| 5     | Togo           | 0  | 0      | 1      | 1     |
| Total | Total          | 12 | 12     | 18     | 42    |

## Épée

### Hommes
Le tournoi d'épée masculine se déroule le 27 septembre 2010. Alexandre Bouzaid remporte le titre africain en individuel. 

#### Épreuve en individuel
| Épreuve    | Or                | Argent      | Bronze                          |
| ---------- | ----------------- | ----------- | ------------------------------- |
| Individuel | Alexandre Bouzaid | Ahmed Nabil | Cheikh Omar Diallo Jawher Miled |

#### Tableau épée masculin individuel
|  | Quarts de finale   | Quarts de finale  |                    |    | Demi-finales | Demi-finales |  |  | Finale | Finale |
|  | Quarts de finale   | Quarts de finale  |                    |    | Demi-finales | Demi-finales |  |  | Finale | Finale |
|  |                    |                   |                    |    |              |              |  |  |        |        |
|  |                    |                   |                    |    |              |              |  |  |        |        |
|  |                    |                   |                    |    |              |              |  |  |        |        |
|  | Ayman Fayez        | 11                |                    |    |              |              |  |  |        |        |
|  | Ayman Fayez        | 11                |                    |    |              |              |  |  |        |        |
|  | Cheikh Omar Diallo | 12                |                    |    |              |              |  |  |        |        |
|  | Cheikh Omar Diallo | 12                | Cheikh Omar Diallo | 9  |              |              |  |  |        |        |
|  |                    |                   | Cheikh Omar Diallo | 9  |              |              |  |  |        |        |
|  |                    | Alexandre Bouzaid | 15                 |    |              |              |  |  |        |        |
|  | Alexandre Bouzaid  | Alexandre Bouzaid | 15                 | 15 |              |              |  |  |        |        |
|  | Alexandre Bouzaid  |                   |                    | 15 |              |              |  |  |        |        |
|  | Mohannad Saif      | 11                |                    |    |              |              |  |  |        |        |
|  | Mohannad Saif      | 11                | Alexandre Bouzaid  | 15 |              |              |  |  |        |        |
|  |                    |                   | Alexandre Bouzaid  | 15 |              |              |  |  |        |        |
|  |                    | Ahmed Nabil       | 14                 |    |              |              |  |  |        |        |
|  | Jawher Miled       | Ahmed Nabil       | 14                 | 10 |              |              |  |  |        |        |
|  | Jawher Miled       |                   |                    | 10 |              |              |  |  |        |        |
|  | Jarryd New         | 9                 |                    |    |              |              |  |  |        |        |
|  | Jarryd New         | 9                 | Jawher Miled       | 9  |              |              |  |  |        |        |
|  |                    |                   | Jawher Miled       | 9  |              |              |  |  |        |        |
|  |                    | Ahmed Nabil       | 15                 |    |              |              |  |  |        |        |
|  | Ahmed Nabil        | Ahmed Nabil       | 15                 | 15 |              |              |  |  |        |        |
|  | Ahmed Nabil        |                   |                    | 15 |              |              |  |  |        |        |
|  | Mohamed Ben Aziza  | 8                 |                    |    |              |              |  |  |        |        |
|  | Mohamed Ben Aziza  | 8                 |                    |    |              |              |  |  |        |        |

#### Épreuve par équipes
L'épreuve d'épée masculine par équipe se déroule le 30 septembre 2010. L'Égypte remporte le titre face à la Tunisie.
| Épreuve     | Or                                                           | Argent                                                                              | Bronze                                                                          |
| ----------- | ------------------------------------------------------------ | ----------------------------------------------------------------------------------- | ------------------------------------------------------------------------------- |
| Par équipes | Égypte Ahmed Nabil Ayman Fayez Mohannad Saif Mohamed Maarouf | Tunisie Jawher Miled Mohamed Ben Aziza Mohamed Ayoub Ferjani Mohamed Aziz Ben Smida | Afrique du Sud Jarryd New Sharidon Van Rensburg Sello Given Maduma Ivan Perovic |

#### Tableau épée masculine par équipes
|  | Demi-finales   | Demi-finales |                        |    | Finale | Finale |
|  | Demi-finales   | Demi-finales |                        |    | Finale | Finale |
|  |                |              |                        |    |        |        |
|  |                |              |                        |    |        |        |
|  |                |              |                        |    |        |        |
|  | Égypte         | 45           |                        |    |        |        |
|  | Égypte         | 45           |                        |    |        |        |
|  | Sénégal        | 27           |                        |    |        |        |
|  | Sénégal        | 27           | Égypte                 | 45 |        |        |
|  |                |              | Égypte                 | 45 |        |        |
|  |                | Tunisie      | 36                     |    |        |        |
|  | Tunisie        | Tunisie      | 36                     | 45 |        |        |
|  | Tunisie        |              |                        | 45 |        |        |
|  | Afrique du Sud | 40           |                        |    |        |        |
|  | Afrique du Sud | 40           | Match pour la 3e place |    |        |        |
|  |                |              |                        |    |        |        |
|  |                |              |                        |    |        |        |
|  |                |              |                        |    |        |        |
|  | Sénégal        | 32           |                        |    |        |        |
|  | Sénégal        | 32           |                        |    |        |        |
|  | Afrique du Sud | 45           |                        |    |        |        |
|  | Afrique du Sud | 45           |                        |    |        |        |

### Dames
Le tournoi d'épée féminine se déroule le 25 septembre 2010, avec la victoire de Sarra Besbes.

#### Épreuve en individuel
| Épreuve    | Or           | Argent          | Bronze                     |
| ---------- | ------------ | --------------- | -------------------------- |
| Individuel | Sarra Besbes | Mona Abdel Aziz | Hossam Eman Meriem Hayouni |

#### Tableau épée féminine individuelle
|  | Quarts de finale | Quarts de finale |                 |    | Demi-finales | Demi-finales |  |  | Finale | Finale |
|  | Quarts de finale | Quarts de finale |                 |    | Demi-finales | Demi-finales |  |  | Finale | Finale |
|  |                  |                  |                 |    |              |              |  |  |        |        |
|  |                  |                  |                 |    |              |              |  |  |        |        |
|  |                  |                  |                 |    |              |              |  |  |        |        |
|  | Meriem Hayouni   | 15               |                 |    |              |              |  |  |        |        |
|  | Meriem Hayouni   | 15               |                 |    |              |              |  |  |        |        |
|  | Aya Mahdi        | 10               |                 |    |              |              |  |  |        |        |
|  | Aya Mahdi        | 10               | Meriem Hayouni  | 12 |              |              |  |  |        |        |
|  |                  |                  | Meriem Hayouni  | 12 |              |              |  |  |        |        |
|  |                  | Mona Abdel Aziz  | 15              |    |              |              |  |  |        |        |
|  | Shih-Ya Huang    | Mona Abdel Aziz  | 15              | 10 |              |              |  |  |        |        |
|  | Shih-Ya Huang    |                  |                 | 10 |              |              |  |  |        |        |
|  | Mona Abdel Aziz  | 15               |                 |    |              |              |  |  |        |        |
|  | Mona Abdel Aziz  | 15               | Mona Abdel Aziz | 6  |              |              |  |  |        |        |
|  |                  |                  | Mona Abdel Aziz | 6  |              |              |  |  |        |        |
|  |                  | Sarra Besbes     | 10              |    |              |              |  |  |        |        |
|  | Sarra Besbes     | Sarra Besbes     | 10              | 15 |              |              |  |  |        |        |
|  | Sarra Besbes     |                  |                 | 15 |              |              |  |  |        |        |
|  | Tamryn Carfoot   | 8                |                 |    |              |              |  |  |        |        |
|  | Tamryn Carfoot   | 8                | Sarra Besbes    | 15 |              |              |  |  |        |        |
|  |                  |                  | Sarra Besbes    | 15 |              |              |  |  |        |        |
|  |                  | Eman Hossam      | 5               |    |              |              |  |  |        |        |
|  | Maya Mansouri    | Eman Hossam      | 5               | 12 |              |              |  |  |        |        |
|  | Maya Mansouri    |                  |                 | 12 |              |              |  |  |        |        |
|  | Eman Hossam      | 13               |                 |    |              |              |  |  |        |        |
|  | Eman Hossam      | 13               |                 |    |              |              |  |  |        |        |

#### Épreuve par équipes
Le tournoi d'épée féminine par équipes se tient le 28 septembre 2010. La Tunisie remporte le titre face à l'Afrique du Sud.
| Épreuve     | Or                                                              | Argent                                                                          | Bronze                                                    |
| ----------- | --------------------------------------------------------------- | ------------------------------------------------------------------------------- | --------------------------------------------------------- |
| Par équipes | Tunisie Sarra Besbes Meriem Hayouni Maya Mansouri Inès Boubakri | Afrique du Sud Shih-Ya Huang Tamryn Carfoot Giselle Vicatos Daniella Klonarides | Égypte Mona Hassanein Eman Hossam Aya Mahdi Salma Mokabel |

#### Tableau épée féminine par équipes
|  | Demi-finales   | Demi-finales |                        |    | Finale | Finale |
|  | Demi-finales   | Demi-finales |                        |    | Finale | Finale |
|  |                |              |                        |    |        |        |
|  |                |              |                        |    |        |        |
|  |                |              |                        |    |        |        |
|  | Afrique du Sud | 45           |                        |    |        |        |
|  | Afrique du Sud | 45           |                        |    |        |        |
|  | Sénégal        | 26           |                        |    |        |        |
|  | Sénégal        | 26           | Afrique du Sud         | 31 |        |        |
|  |                |              | Afrique du Sud         | 31 |        |        |
|  |                | Tunisie      | 38                     |    |        |        |
|  | Égypte         | Tunisie      | 38                     | 16 |        |        |
|  | Égypte         |              |                        | 16 |        |        |
|  | Tunisie        | 29           |                        |    |        |        |
|  | Tunisie        | 29           | Match pour la 3e place |    |        |        |
|  |                |              |                        |    |        |        |
|  |                |              |                        |    |        |        |
|  |                |              |                        |    |        |        |
|  | Sénégal        | 21           |                        |    |        |        |
|  | Sénégal        | 21           |                        |    |        |        |
|  | Égypte         | 45           |                        |    |        |        |
|  | Égypte         | 45           |                        |    |        |        |

## Fleuret

### Hommes
Le tournoi du fleuret masculin se déroule le 26 septembre 2010. Tarek Fouad remporte le titre africain en individuel.

#### Épreuve en individuel
| Épreuve    | Or          | Argent          | Bronze                                 |
| ---------- | ----------- | --------------- | -------------------------------------- |
| Individuel | Tarek Fouad | Mohamed Samandi | Alaaeldin Abouelkassem Mahmoud Mostafa |

#### Tableau fleuret masculin individuel
|  | Quarts de finale       | Quarts de finale       |                 |    | Demi-finales | Demi-finales |  |  | Finale | Finale |
|  | Quarts de finale       | Quarts de finale       |                 |    | Demi-finales | Demi-finales |  |  | Finale | Finale |
|  |                        |                        |                 |    |              |              |  |  |        |        |
|  |                        |                        |                 |    |              |              |  |  |        |        |
|  |                        |                        |                 |    |              |              |  |  |        |        |
|  | Tarek Fouad            | 15                     |                 |    |              |              |  |  |        |        |
|  | Tarek Fouad            | 15                     |                 |    |              |              |  |  |        |        |
|  | Mohamed Ayoub Ferjani  | 12                     |                 |    |              |              |  |  |        |        |
|  | Mohamed Ayoub Ferjani  | 12                     | Tarek Fouad     | 15 |              |              |  |  |        |        |
|  |                        |                        | Tarek Fouad     | 15 |              |              |  |  |        |        |
|  |                        | Alaaeldin Abouelkassem | 14              |    |              |              |  |  |        |        |
|  | Alaaeldin Abouelkassem | Alaaeldin Abouelkassem | 14              | 15 |              |              |  |  |        |        |
|  | Alaaeldin Abouelkassem |                        |                 | 15 |              |              |  |  |        |        |
|  | Jacques Viljoen        | 10                     |                 |    |              |              |  |  |        |        |
|  | Jacques Viljoen        | 10                     | Tarek Fouad     | 15 |              |              |  |  |        |        |
|  |                        |                        | Tarek Fouad     | 15 |              |              |  |  |        |        |
|  |                        | Mohamed Samandi        | 9               |    |              |              |  |  |        |        |
|  | Mohamed Samandi        | Mohamed Samandi        | 9               | 15 |              |              |  |  |        |        |
|  | Mohamed Samandi        |                        |                 | 15 |              |              |  |  |        |        |
|  | Aziz Karim             | 12                     |                 |    |              |              |  |  |        |        |
|  | Aziz Karim             | 12                     | Mohamed Samandi | 15 |              |              |  |  |        |        |
|  |                        |                        | Mohamed Samandi | 15 |              |              |  |  |        |        |
|  |                        | Mostafa Mahmoud        | 2               |    |              |              |  |  |        |        |
|  | Mostafa Mahmoud        | Mostafa Mahmoud        | 2               | 15 |              |              |  |  |        |        |
|  | Mostafa Mahmoud        |                        |                 | 15 |              |              |  |  |        |        |
|  | Ahmed Refaat           | 11                     |                 |    |              |              |  |  |        |        |
|  | Ahmed Refaat           | 11                     |                 |    |              |              |  |  |        |        |

#### Épreuve par équipes
L'épreuve du fleuret masculin par équipe se déroule le 29 septembre 2010. L'Égypte remporte le titre face à l'Afrique du Sud.
| Épreuve     | Or                                                                     | Argent                                                                     | Bronze                                                                        |
| ----------- | ---------------------------------------------------------------------- | -------------------------------------------------------------------------- | ----------------------------------------------------------------------------- |
| Par équipes | Égypte Tarek Fouad Alaaeldin Abouelkassem Mostafa Mahmoud Ahmed Refaat | Afrique du Sud Jacques Viljoen Jarrid New Michael Erasmus Skye Pym-Siljeur | Tunisie Mohamed Ayoub Ferjani Karim Kamoun Haithem Bessaoud Yassine Chammakhi |

#### Tableau fleuret masculin par équipes
|  | Demi-finales   | Demi-finales |                        |    | Finale | Finale |
|  | Demi-finales   | Demi-finales |                        |    | Finale | Finale |
|  |                |              |                        |    |        |        |
|  |                |              |                        |    |        |        |
|  |                |              |                        |    |        |        |
|  | Afrique du Sud | 45           |                        |    |        |        |
|  | Afrique du Sud | 45           |                        |    |        |        |
|  | Maroc          | 35           |                        |    |        |        |
|  | Maroc          | 35           | Afrique du Sud         | 25 |        |        |
|  |                |              | Afrique du Sud         | 25 |        |        |
|  |                | Égypte       | 45                     |    |        |        |
|  | Tunisie        | Égypte       | 45                     | 27 |        |        |
|  | Tunisie        |              |                        | 27 |        |        |
|  | Égypte         | 45           |                        |    |        |        |
|  | Égypte         | 45           | Match pour la 3e place |    |        |        |
|  |                |              |                        |    |        |        |
|  |                |              |                        |    |        |        |
|  |                |              |                        |    |        |        |
|  | Maroc          | 28           |                        |    |        |        |
|  | Maroc          | 28           |                        |    |        |        |
|  | Tunisie        | 45           |                        |    |        |        |
|  | Tunisie        | 45           |                        |    |        |        |

### Dames
Le tournoi du fleuret féminin se déroule le 25 septembre 2010, avec la victoire d'Inès Boubakri.

#### Épreuve en individuel
| Épreuve    | Or            | Argent            | Bronze                     |
| ---------- | ------------- | ----------------- | -------------------------- |
| Individuel | Inès Boubakri | Shaimaa El Gammal | Eman El Gammal Haïfa Jabri |

#### Tableau fleuret féminine individuelle
|  | Quarts de finale  | Quarts de finale  |                   |    | Demi-finales | Demi-finales |  |  | Finale | Finale |
|  | Quarts de finale  | Quarts de finale  |                   |    | Demi-finales | Demi-finales |  |  | Finale | Finale |
|  |                   |                   |                   |    |              |              |  |  |        |        |
|  |                   |                   |                   |    |              |              |  |  |        |        |
|  |                   |                   |                   |    |              |              |  |  |        |        |
|  | Eman El Gammal    | 15                |                   |    |              |              |  |  |        |        |
|  | Eman El Gammal    | 15                |                   |    |              |              |  |  |        |        |
|  | Maty Coumba Diouf | 3                 |                   |    |              |              |  |  |        |        |
|  | Maty Coumba Diouf | 3                 | Eman El Gammal    | 7  |              |              |  |  |        |        |
|  |                   |                   | Eman El Gammal    | 7  |              |              |  |  |        |        |
|  |                   | Inès Boubakri     | 15                |    |              |              |  |  |        |        |
|  | Jouda Louhichi    | Inès Boubakri     | 15                | 5  |              |              |  |  |        |        |
|  | Jouda Louhichi    |                   |                   | 5  |              |              |  |  |        |        |
|  | Inès Boubakri     | 15                |                   |    |              |              |  |  |        |        |
|  | Inès Boubakri     | 15                | Inès Boubakri     | 15 |              |              |  |  |        |        |
|  |                   |                   | Inès Boubakri     | 15 |              |              |  |  |        |        |
|  |                   | Shaimaa El Gammal | 3                 |    |              |              |  |  |        |        |
|  | Shaimaa El Gammal | Shaimaa El Gammal | 3                 | 15 |              |              |  |  |        |        |
|  | Shaimaa El Gammal |                   |                   | 15 |              |              |  |  |        |        |
|  | Nada El Sadi      | 4                 |                   |    |              |              |  |  |        |        |
|  | Nada El Sadi      | 4                 | Shaimaa El Gammal | 15 |              |              |  |  |        |        |
|  |                   |                   | Shaimaa El Gammal | 15 |              |              |  |  |        |        |
|  |                   | Haïfa Jabri       | 5                 |    |              |              |  |  |        |        |
|  | Haïfa Jabri       | Haïfa Jabri       | 5                 | 15 |              |              |  |  |        |        |
|  | Haïfa Jabri       |                   |                   | 15 |              |              |  |  |        |        |
|  | Iman Shaban       | 11                |                   |    |              |              |  |  |        |        |
|  | Iman Shaban       | 11                |                   |    |              |              |  |  |        |        |

#### Épreuve par équipes
Le tournoi du fleuret féminin par équipes se tient le 29 septembre 2010. L'Égypte remporte le titre face à la Tunisie.
| Épreuve     | Or                                                               | Argent                                                        | Bronze                                                        |
| ----------- | ---------------------------------------------------------------- | ------------------------------------------------------------- | ------------------------------------------------------------- |
| Par équipes | Égypte Shaima El Gammal Eman El Gammal Eman Shaaban Nada El Sadi | Tunisie Inès Boubakri Haïfa Jabri Sarra Besbes Jouda Louhichi | Sénégal Maty Coumba Diouf Salimata Sabaly Ndeye Binta Diongue |

#### Tableau fleuret féminin par équipes
|  | Demi-finales | Demi-finales |                        |    | Finale | Finale |
|  | Demi-finales | Demi-finales |                        |    | Finale | Finale |
|  |              |              |                        |    |        |        |
|  |              |              |                        |    |        |        |
|  |              |              |                        |    |        |        |
|  | Tunisie      |              |                        |    |        |        |
|  |              |              |                        |    |        |        |
|  | exempté      |              |                        |    |        |        |
|  | Tunisie      | 36           |                        |    |        |        |
|  | Tunisie      | 36           |                        |    |        |        |
|  |              | Égypte       | 45                     |    |        |        |
|  | Sénégal      | Égypte       | 45                     | 13 |        |        |
|  | Sénégal      |              |                        | 13 |        |        |
|  | Égypte       | 45           |                        |    |        |        |
|  | Égypte       | 45           | Match pour la 3e place |    |        |        |
|  |              |              |                        |    |        |        |
|  |              |              |                        |    |        |        |
|  |              |              |                        |    |        |        |
|  | Sénégal      |              |                        |    |        |        |
|  |              |              |                        |    |        |        |
|  | exempté      |              |                        |    |        |        |
|  |              |              |                        |    |        |        |

## Sabre

### Hommes
Le tournoi du sabre masculin se déroule le 25 septembre 2010. Souhaieb Sakrani remporte le titre africain en individuel.

#### Épreuve en individuel
| Épreuve    | Or               | Argent         | Bronze                          |
| ---------- | ---------------- | -------------- | ------------------------------- |
| Individuel | Souhaieb Sakrani | Hichem Samandi | Iheb Ben Chaabane Mamadou Keïta |

#### Tableau sabre masculin individuel
|  | Quarts de finale    | Quarts de finale  |                  |    | Demi-finales | Demi-finales |  |  | Finale | Finale |
|  | Quarts de finale    | Quarts de finale  |                  |    | Demi-finales | Demi-finales |  |  | Finale | Finale |
|  |                     |                   |                  |    |              |              |  |  |        |        |
|  |                     |                   |                  |    |              |              |  |  |        |        |
|  |                     |                   |                  |    |              |              |  |  |        |        |
|  | Mamadou Keïta       | 15                |                  |    |              |              |  |  |        |        |
|  | Mamadou Keïta       | 15                |                  |    |              |              |  |  |        |        |
|  | John Kamate Mwera   | 7                 |                  |    |              |              |  |  |        |        |
|  | John Kamate Mwera   | 7                 | Mamadou Keïta    | 7  |              |              |  |  |        |        |
|  |                     |                   | Mamadou Keïta    | 7  |              |              |  |  |        |        |
|  |                     | Hichem Samandi    | 15               |    |              |              |  |  |        |        |
|  | Amine Akkari        | Hichem Samandi    | 15               | 8  |              |              |  |  |        |        |
|  | Amine Akkari        |                   |                  | 8  |              |              |  |  |        |        |
|  | Hichem Samandi      | 15                |                  |    |              |              |  |  |        |        |
|  | Hichem Samandi      | 15                | Souhaieb Sakrani | 15 |              |              |  |  |        |        |
|  |                     |                   | Souhaieb Sakrani | 15 |              |              |  |  |        |        |
|  |                     | Hichem Samandi    | 13               |    |              |              |  |  |        |        |
|  | Souhaieb Sakrani    | Hichem Samandi    | 13               | 15 |              |              |  |  |        |        |
|  | Souhaieb Sakrani    |                   |                  | 15 |              |              |  |  |        |        |
|  | Julien Ouedraogo    | 11                |                  |    |              |              |  |  |        |        |
|  | Julien Ouedraogo    | 11                | Souhaieb Sakrani | 15 |              |              |  |  |        |        |
|  |                     |                   | Souhaieb Sakrani | 15 |              |              |  |  |        |        |
|  |                     | Iheb Ben Chaabane | 13               |    |              |              |  |  |        |        |
|  | Mohamed El Guettari | Iheb Ben Chaabane | 13               | 7  |              |              |  |  |        |        |
|  | Mohamed El Guettari |                   |                  | 7  |              |              |  |  |        |        |
|  | Iheb Ben Chaabane   | 15                |                  |    |              |              |  |  |        |        |
|  | Iheb Ben Chaabane   | 15                |                  |    |              |              |  |  |        |        |

#### Épreuve par équipes
L'épreuve du sabre masculin par équipe se déroule le 28 septembre 2010. La Tunisie remporte le titre face au Sénégal.
| Épreuve     | Or                                                                     | Argent                                                | Bronze                                                   |
| ----------- | ---------------------------------------------------------------------- | ----------------------------------------------------- | -------------------------------------------------------- |
| Par équipes | Tunisie Souhaieb Sakrani Hichem Samandi Iheb Ben Chaabane Amine Akkari | Sénégal Mamadou Keïta Ibrahima Keita Moustapha Diagne | Maroc Mohamed El Guettari Rachid Maftouh Marouane Khalil |

#### Tableau sabre masculin par équipes
|  | Demi-finales           | Demi-finales |         |    | Finale | Finale |
|  | Demi-finales           | Demi-finales |         |    | Finale | Finale |
|  |                        |              |         |    |        |        |
|  |                        |              |         |    |        |        |
|  |                        |              |         |    |        |        |
|  | Tunisie                | 45           |         |    |        |        |
|  | Tunisie                | 45           |         |    |        |        |
|  | Maroc                  | 21           |         |    |        |        |
|  | Maroc                  | 21           | Tunisie | 45 |        |        |
|  |                        |              | Tunisie | 45 |        |        |
|  |                        | Sénégal      | 33      |    |        |        |
|  | exempté                | Sénégal      | 33      |    |        |        |
|  |                        |              |         |    |        |        |
|  | Sénégal                |              |         |    |        |        |
|  | Match pour la 3e place |              |         |    |        |        |
|  |                        |              |         |    |        |        |
|  |                        |              |         |    |        |        |
|  |                        |              |         |    |        |        |
|  | Maroc                  |              |         |    |        |        |
|  |                        |              |         |    |        |        |
|  | exempté                |              |         |    |        |        |
|  |                        |              |         |    |        |        |

### Dames
Le tournoi du sabre féminin se déroule le 27 septembre 2010, avec la victoire de Amira Ben Chaabane.

#### Épreuve en individuel
| Épreuve    | Or                 | Argent      | Bronze                        |
| ---------- | ------------------ | ----------- | ----------------------------- |
| Individuel | Amira Ben Chaabane | Azza Besbes | Mennatallah Ahmed Hela Besbes |

#### Tableau sabre féminine individuelle
|  | Quarts de finale   | Quarts de finale   |                    |    | Demi-finales | Demi-finales |  |  | Finale | Finale |
|  | Quarts de finale   | Quarts de finale   |                    |    | Demi-finales | Demi-finales |  |  | Finale | Finale |
|  |                    |                    |                    |    |              |              |  |  |        |        |
|  |                    |                    |                    |    |              |              |  |  |        |        |
|  |                    |                    |                    |    |              |              |  |  |        |        |
|  | Hela Besbes        | 15                 |                    |    |              |              |  |  |        |        |
|  | Hela Besbes        | 15                 |                    |    |              |              |  |  |        |        |
|  | Abibatou Yaya      | 6                  |                    |    |              |              |  |  |        |        |
|  | Abibatou Yaya      | 6                  | Hela Besbes        | 10 |              |              |  |  |        |        |
|  |                    |                    | Hela Besbes        | 10 |              |              |  |  |        |        |
|  |                    | Azza Besbes        | 15                 |    |              |              |  |  |        |        |
|  | Azza Besbes        | Azza Besbes        | 15                 | 15 |              |              |  |  |        |        |
|  | Azza Besbes        |                    |                    | 15 |              |              |  |  |        |        |
|  | Fatma Grami        | 6                  |                    |    |              |              |  |  |        |        |
|  | Fatma Grami        | 6                  | Azza Besbes        | 14 |              |              |  |  |        |        |
|  |                    |                    | Azza Besbes        | 14 |              |              |  |  |        |        |
|  |                    | Amira Ben Chaabane | 15                 |    |              |              |  |  |        |        |
|  | Amira Ben Chaabane | Amira Ben Chaabane | 15                 | 15 |              |              |  |  |        |        |
|  | Amira Ben Chaabane |                    |                    | 15 |              |              |  |  |        |        |
|  | Sara Nasr          | 7                  |                    |    |              |              |  |  |        |        |
|  | Sara Nasr          | 7                  | Amira Ben Chaabane | 15 |              |              |  |  |        |        |
|  |                    |                    | Amira Ben Chaabane | 15 |              |              |  |  |        |        |
|  |                    | Mannatallah Ahmed  | 10                 |    |              |              |  |  |        |        |
|  | Jyotti Chetty      | Mannatallah Ahmed  | 10                 | 1  |              |              |  |  |        |        |
|  | Jyotti Chetty      |                    |                    | 1  |              |              |  |  |        |        |
|  | Mannatallah Ahmed  | 15                 |                    |    |              |              |  |  |        |        |
|  | Mannatallah Ahmed  | 15                 |                    |    |              |              |  |  |        |        |

#### Épreuve par équipes
Le tournoi du sabre féminin par équipes se tient le 30 septembre 2010. La Tunisie remporte le titre face à l'Égypte.
| Épreuve     | Or                                                             | Argent                                         | Bronze                                                   |
| ----------- | -------------------------------------------------------------- | ---------------------------------------------- | -------------------------------------------------------- |
| Par équipes | Tunisie Azza Besbes Hela Besbes Amira Ben Chaabane Fatma Grami | Égypte Mennatallah Ahmed Sara Nasr Iman Shaban | Togo Abibatou Yaya Minnam Kontouloukou Akou Dulcie Nodjo |

#### Tableau sabre féminin par équipes
|  | Demi-finales           | Demi-finales |    |  | Finale | Finale |
|  | Demi-finales           | Demi-finales |    |  | Finale | Finale |
|  |                        |              |    |  |        |        |
|  |                        |              |    |  |        |        |
|  |                        |              |    |  |        |        |
|  | Tunisie                |              |    |  |        |        |
|  |                        |              |    |  |        |        |
|  | exempté                |              |    |  |        |        |
|  | Tunisie                | 45           |    |  |        |        |
|  | Tunisie                | 45           |    |  |        |        |
|  |                        | Égypte       | 20 |  |        |        |
|  | Togo                   | Égypte       | 20 |  |        |        |
|  |                        |              |    |  |        |        |
|  | Égypte                 |              |    |  |        |        |
|  | Match pour la 3e place |              |    |  |        |        |
|  |                        |              |    |  |        |        |
|  |                        |              |    |  |        |        |
|  |                        |              |    |  |        |        |
|  | exempté                |              |    |  |        |        |
|  |                        |              |    |  |        |        |
|  | Togo                   |              |    |  |        |        |
|  |                        |              |    |  |        |        |